# Антон-Александер фон Ауершперг
Антон Александер фон Ауершперг (нім. Anton Alexander Graf von Auersperg; 11 квітня 1806, Любляна — 12 вересня 1876, Ґрац)— граф, австрійський поет і політичний діяч ліберального спрямування часів революцій 1848 року. Писав під псевдонімом Anastasius Grün (слвн. Zelenec). Народився у місті Laibach (тепер Любляна), в тодішній Австрійській імперії (тепер Словенія).

## Коротка біографія
Антон Ауершперг провів дитинство і отримав першу освіту у замку батька Thurn am Hart (слвн. Šrajbarski turn) в Крайні. Подальшу освіту здобував у Відні, спочатку в Терезіанумі, (1813—1815 рр.), потім у гімназії (1815—1817 рр.) і насамкінець у Військово-інженерній академії (1817—1818 рр.) Через смерть батька він покинув академію і до 1824 р. навчався у приватному інституті Klinkowstrom, де слухав лекції Йозефа Орла, викладача словенської мови, а також Франца Перешерана, великого словенського поета, з яким у нього пізніше склалися дружні стосунки. Після цього послідувало вивчення філософії та юриспруденції в Граці та Відні. Після закінчення студій він полишив Відень у 1831 р., щоб оформити спадок по своєму батькові — помістя Gurckfeld і графство Thurn am Hart.
Неодноразов Антон Ауершпег відправлявся у довгі мандри, побував в Італії, Франції, Німеччині та Англії і всюди намагався познайомитися з відомими літераторами. Літо, якщо не був у мандрах, звичайно проводив у своєму помісті, а в зимку переїжджав до Відня або до Грацу. Його пристрасть до поезії розвивав Перешеран, з яим він спілкувався німецькою, бо словенською так і не оволодів у достатній мірі. Разом вони читали «Честь герцогства Крайни» (Die Ehre des Herzogtums Krain) Валвазора і це читання пробудило в душі Антота патріотичні почуття до своєї батьківщини Крайни. У 1839 році він одружився з Марією-Розалією графинею фон Аттемс (Maria Rosalia Gräfin von Attems), дочкою намісника Штирії, від якаї мав сина Теодора. Займаючи різні високі політичні становища, завжди відстоював принципи єдності імперії всупереч намаганням так званих історичних прав феодалів. Призначений дожиттєвим членом верхньої палати, до самої смерті був вірний своїм ліберальним поглядам. Помер у Граці.

## Літературна творчість
Перші твори Антона Ауершперга «Листя любові» (Blätter der Liebe, Stuttgart, 1830), «Останній лицар» (Der letzte Ritter, München, 1830), «Прогулянки віденського поета» (Spaziergänge eines Wiener Poeten, Hamburg, 1831) не позбавлені романтичних рис з перспівом пісень  Нібелунгів, але в останньому творі вже проявляється певне вільнодумство у добротній літературній формі, позначеній, крім того також тонким гумором. У подальших творах Антон Ауершперг формою і силою виразу перевершує усіх тодішніх політичних поетів. Він стає знаменитим поетом і одним з лідерів ліберального руху в Австрії. Його твори були зразком для молодих поетів.

## Політична діяльність
Ліберальні погляди Антона Ауершперга мали логічним наслідком його участь в революційних подіях 1848—49 рр. Так звана «Весна народів», спричинена як економічними причинами, так і поширенням національно-демократичних ідей, активізувала весь креативний потенціал тодішньої Європи. Необхідність докорінних перемін відчували усі верстви суспільства, тому не дивно, що родовитий граф опинився у самому центрі політичних подій. На початку 1848 р. він був членом «Комітету п'ятдесяти» у Франкфурті на Майні, а потім був обраний від Любляни депутатом франкфуртських Національних зборів і там у багатьох питаннях розділяв позиції лівоцентристських кіл. Однак, стоячи на прогерманській позиції, він не знаходив порозуміння з слов'янською більшістю цього парламенту і не бачачи перспектив у безконечних і беззмістовних перемовинах з колегами, здав свій мандат. Тільки у 1860 році він повертається у політику як прибічник демократичної течії конституційного руху. У 1861 році він був обраний ландтагу Крайни, де також відстоював інтереси німецькомовного елементу і знову не міг порозумітися зі словенцями, тому погодився бути переобраним у ландтаг Штирії. Декретом кайзера Франца-Йозефа від 12 березня 1863 р. Антон Ауершперг як граф був призначений дожиттєвим членом Палати панів австрійського рейхсрату.

## Відзнаки
Позиція Антона Ауершперга як політика, так і поета принісла йому безліч нагород. У 1864 році він став почесним громадянином Відня, у 1865 році — почесним доктором Віденського університету, у 1868 році — почесним головою Представництва Державної ради (Рейхсрату), у 1871 році — почесним членом Академії наук, а з рук короля Баварії Максиміліана II отримав орден Максиміліана, встановлений у 1853 р.

## Ресурси Інтернету
- Бібліографія. Антон-Александер фон Ауершперг // Німецька національна бібліотека
- Manuskripte und Briefe Grüns in Bibliotheken und Archiven
- Anastasius Grüns sämtliche Werke in 10 Bänden. Leipzig 1906 [Архівовано 28 січня 2016 у Wayback Machine.] — Digitalisat bei Austrian Literature Online (ALO)
- Biographischer Artikel der «Catholic Encyclopedia» von 1905 [Архівовано 22 жовтня 2014 у Wayback Machine.]
- Die Gedichte auf zgedichte.de